# Eucinodonts
Els eucinodonts (Eucynodontia, gr. ‘autèntiques dents de gos’) són un infraordre de teràpsids que inclou els mamífers i el seus parents més propers, els cinògnats.
Contenia tant espècies carnívores com herbívores. Aparegueren al Triàsic inferior (o potser el Permià superior) i encara estan vius avui en dia (els mamífers). Tanmateix, el terme «eucinodont» se sol utilitzar informalment per referir-se únicament als eucinodonts prehistòrics que no són mamífers.